# Shah Cheragh

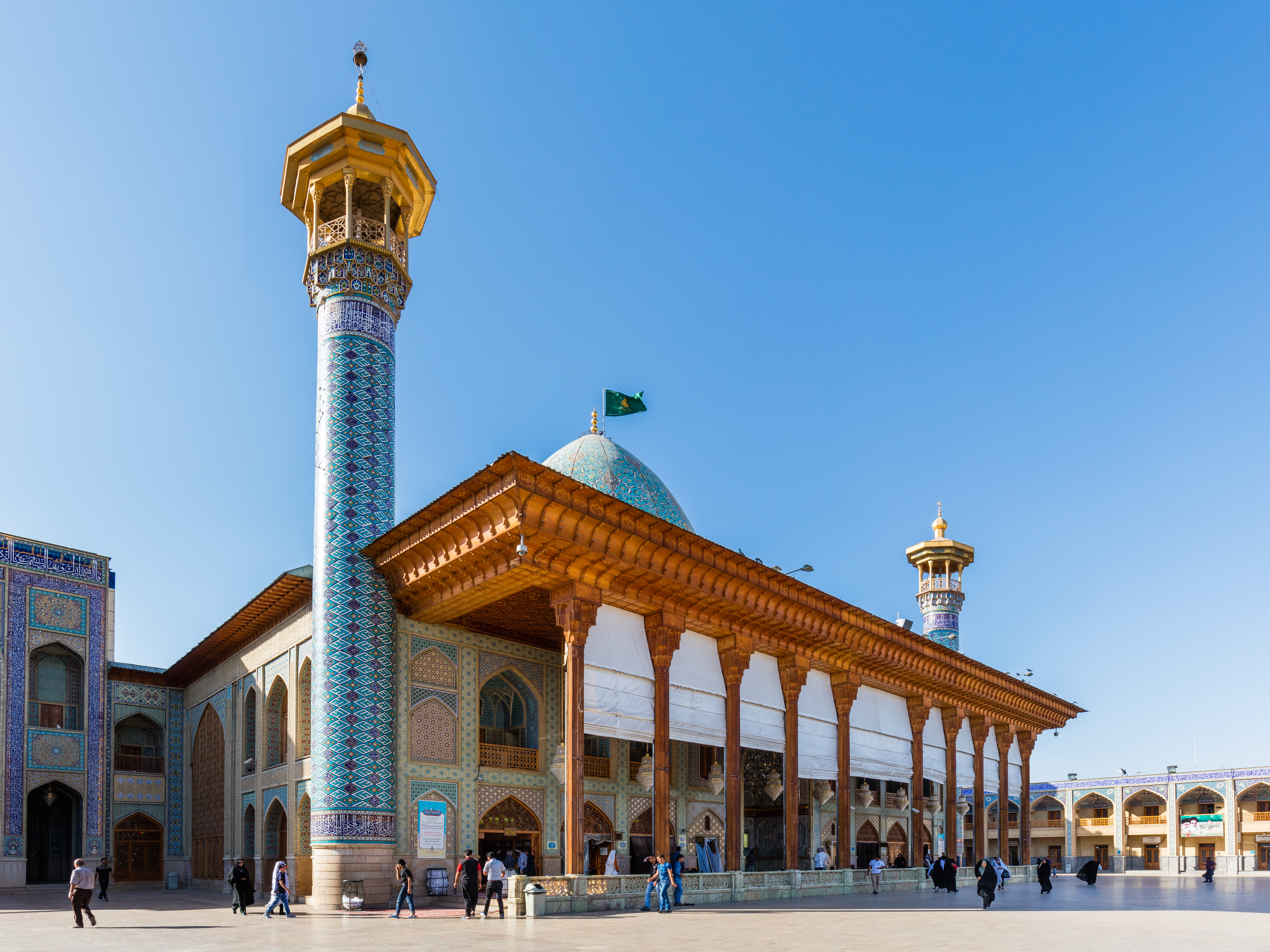
Shah Cheraghs mausoleum i Shiraz, Iran.

Shah Cheragh (persiska: شاه چراغ) är ett mausoleum och moské i Shiraz som dateras till 1300-talet. Här är de två imamättlingarna Ahmad och Muhammad begravda, och de två var bröder till den sjunde shiaimamen. Vid tiden för deras död var Shiraz en viktig tillflyktsort för shiamuslimer som flydde från abbasidernas förföljelse.

## Galleri

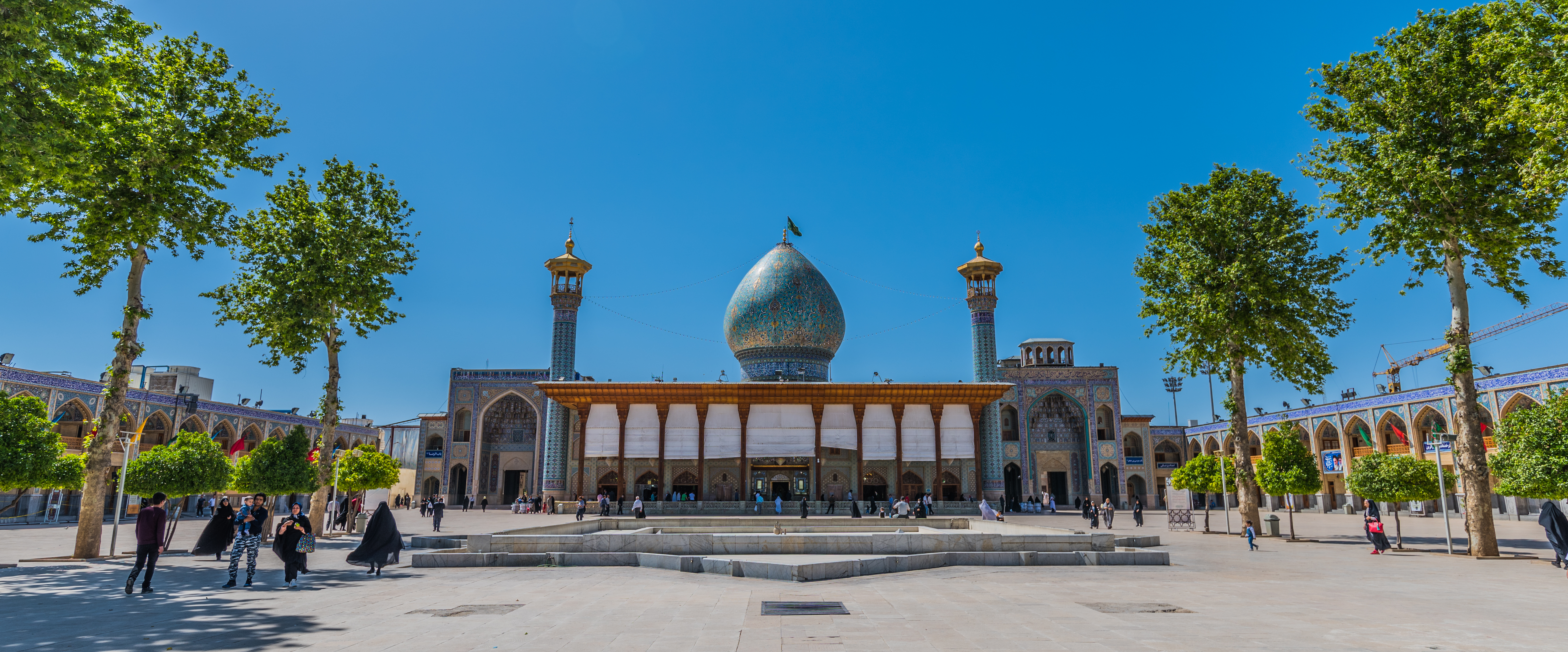
Shah Cheragh från 2018.
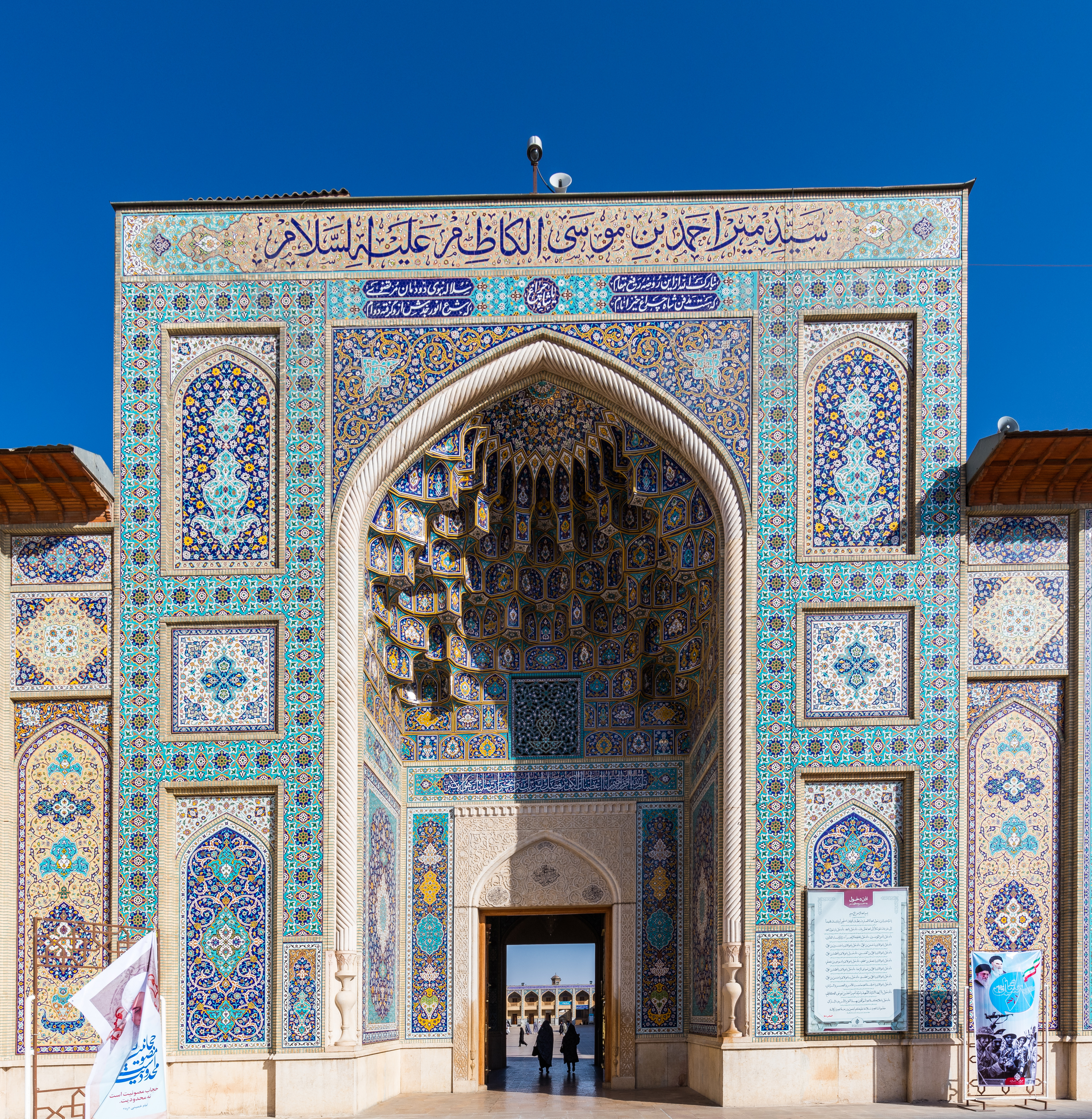
Ovanför ingången står det "Sayyid Mir Ahmad ibn Musa al-Kazim, frid vare med honom", på arabiska.
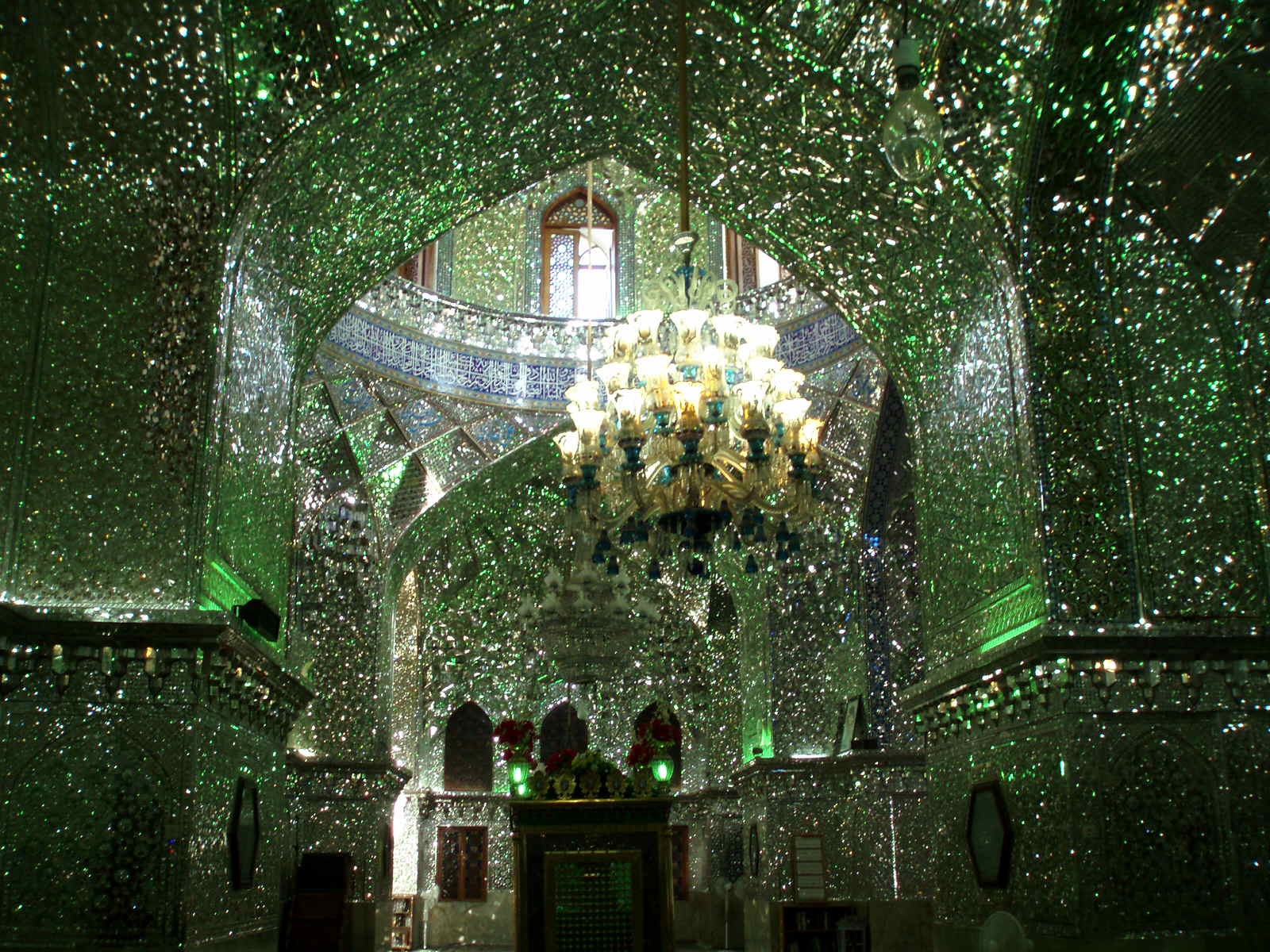
En del av insidan.